# Her Painted Hero
Her Painted Hero er en amerikansk stumfilm fra 1915 af F. Richard Jones.

## Medvirkende
- Hale Hamilton
- Charles Murray
- Slim Summerville
- Polly Moran
- Harry Booker